# Vigilia
Vigilia ou Abbondia était un centre de la lagune de Venise, disparu depuis des siècles et qui s’élevait entre l’antique Metamauco et l’embouchure du fleuve Brenta de Fusina.
Autour de 831, Vigilia s’associa à l’île plus grande de Metamauco, à la rébellion du doge Obelerio Antenoreo qui fuyait devant le régnant Giovanni Ier Participazio. Pour ce motif, le centre fut incendié et complètement détruit. Au XIIIe siècle, la zone était connue comme terrain de chasse.
La zone, actuellement connue sous le nom de Bondante, se présente aujourd’hui comme une étendue de bas-fonds.